# Sima de la Pedrera
La Sima de la Pedrera es un yacimiento de la Comunidad Valenciana localizado en plena comarca de la Ribera Baja, en el actual municipio español de Benicull (Provincia de Valencia), antiguamente parte de Poliñá del Júcar.
El yacimiento fue estudiado por el Servicio de Investigación Prehistórica de la Diputación de Valencia. Los restos humanos encontrados, que se encontraron con sus respectivos ajuares, fueron lanzados por la boca cenital de la cueva.

## Introducción

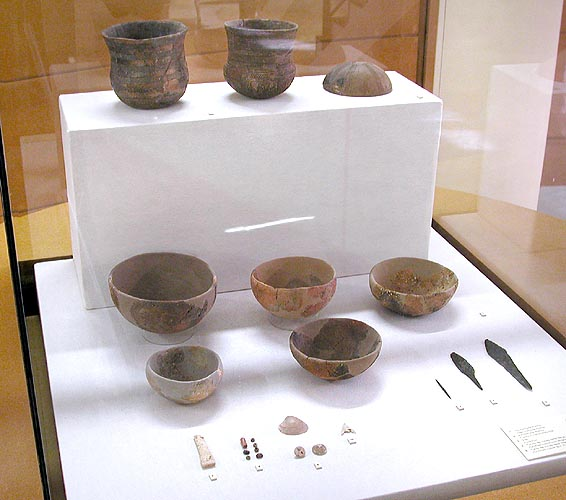
Vitrina 52 del Museo de Prehistoria de Valencia con el ajuar de Sima de la Pedrera.

El 17 de noviembre de 1973, en Sima de la Pedrera un grupo de escolares de Benicull, orientados por sus maestros D. Alberto Ripoll y Dña. Carmen Ezquer, encontraron en una gruta vestigios de época prehistórica. Gracias a los maestros, que dieron aviso a las pertinentes autoridades, la sima pudo ser estudiada por el historiador José Aparicio Pérez, del Servicio de Investigación Prehistórica de Valencia y de la Diputación Provincial de Valencia. También cabe señalar que debido a su escasa población en aquella época, la hoy capital municipal, Benicull, era considerada como un barrio adscrito a Poliñá del Júcar. En el interior de la sima se encontraron cuerpos humanos lanzados a la cueva desde su abertura cenital. Dichos restos humanos se hallaron con su correspondiente ajuar funerario. También aparecieron diversos fragmentos de Vaso Campaniforme y dos de ellos casi enteros, algunos cuencos, un puñal de lengüeta, una punta de Palmela, una punta de flecha tallada en sílex, un punzón de cobre, cuentas de collar, botones con perforación en V, así como una aguja o punzón de hueso.

## Historia de la investigación
El yacimiento de Sima de la Pedrera fue estudiado en primicia por José Aparicio Pérez (1978). Por el momento, su trabajo, publicado en Archivo de Prehistoria Levantina, ha supuesto la principal referencia bibliográfica sobre dicho enclave arqueológico. A pesar de que algunas de las conclusiones a las que llegó José Aparicio Pérez hoy día se encuentran superadas, sobre todo en lo que respecta a la cronología de la fase cultural -la del Vaso Campaniforme-, la metodologá que proporcionó el entonces joven historiador fue realmente positiva. Lejos de los cambios epistemológicos de la ciencia y con las evidentes connotaciones teóricas, autores posteriores se limitaron prácticamente a repetir lo que ya se había escrito acerca de Sima de la Pedrera. La cronología que José Aparicio Pérez dio para Sima de la Pedrera fue entre los años 1700-1600 a. C., pero hoy día se estipula una cronología calibrada y muchísimo más alta situada entre 2500-2100 a. C. Una datación errónea también fue la que postuló Bernabeu Aubán (1984: 11), de entre 2000 y 1700/1600 a. C. No obstante, un recorrido historiográfico sobre el problemático Vaso Campaniforme y con especial énfasis al territorio de la actual Comunidad Valenciana, puede encontrarse sintetizado magistralmente por Juan Cabaniles (2005). Asimismo es importante destacar otros estudios que han centrado su atención en algunos de los restos óseos de Sima de la Pedrera, que a juzgar por las evidencias se realizaron en marfil (Pascual Benito 1995).

## Materiales
El yacimiento se ha datado en una fase transicional entre el Eneolítico y la Edad del Bronce valenciano, es decir, entre los años 2500-2100 a. C. Dicha cronología es absoluta y calibrada según las últimas investigaciones, pero en cualquier caso el yacimiento está inserto en plena cultura del Vaso Campaniforme. Los materiales arqueológicos son variopintos como ya hemos adelantado líneas más arriba. El ajuar está nutrido tanto por cerámica como por metal, sin estar ausentes elementos de tipo óseo. Todos ellos en detalle son los que siguen a continuación y cuya relación se ha extraído de Bernabeu Aubán (1984: 15-16).

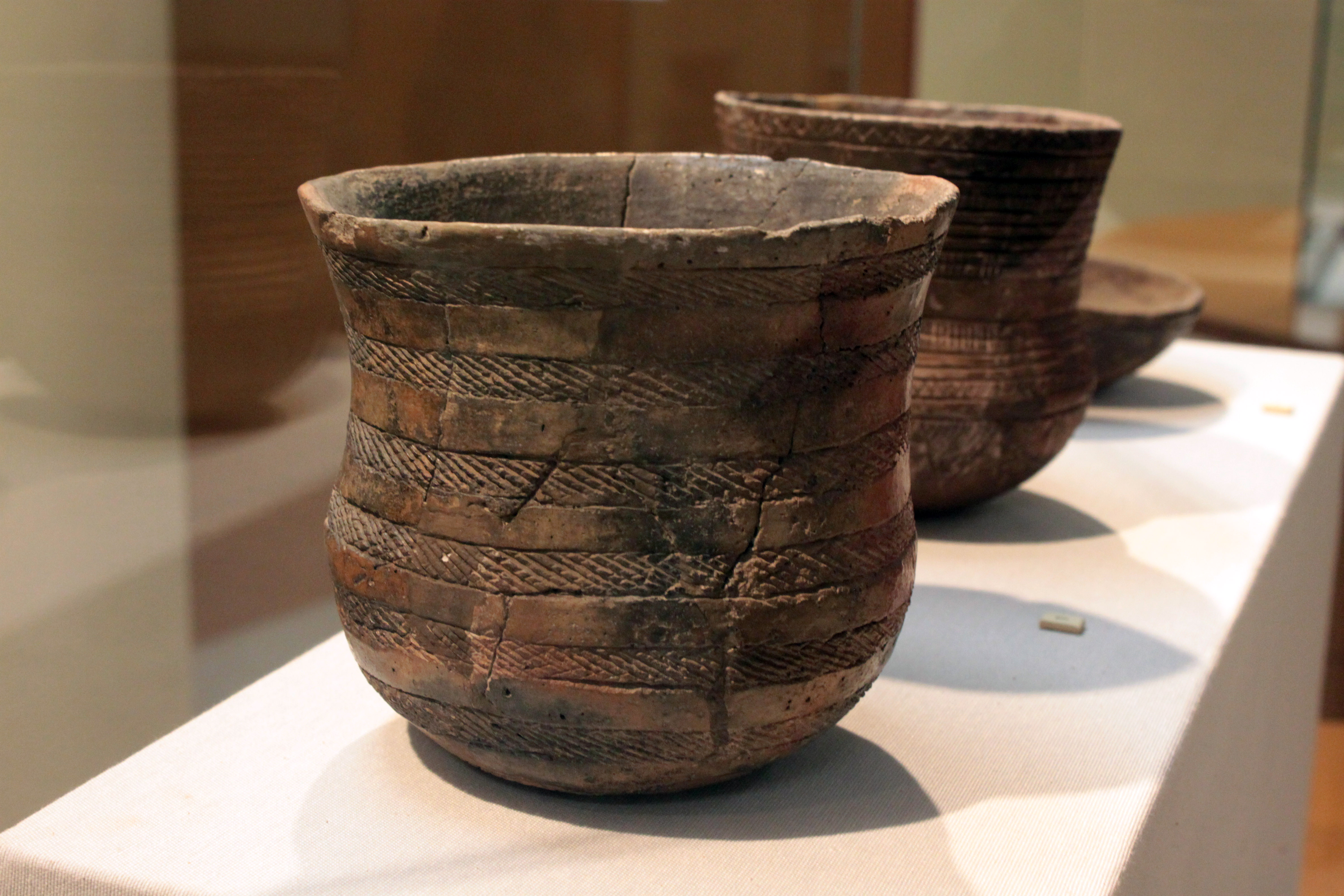
Vasos campaniformes de Sima de la Pedrera. Expuestos en el Museo de Prehistoria de Valencia.

### Cerámica
1. Vaso campaniforme de perfil suave en S y base plana.  Decoración incisa.
2. Vaso campaniforme de perfil marcado en S y base en ónfalo.
3. Cuenco hemiesférco de base en ónfalo. Decoración puntillada.
4. Cuenco hemiesférico con decoración incisa campaniforme.
5. Fragmento de galbo con decración incisa campaniforme.
6. Cuenco hemiesférico plano y sin decoración.
7. Cuenco hemiesférco de base en ónfalo y sin decoración.
8. Cuenco hemiesférico plano y sin decoración.
9. Dos cuencos globulares sin decoración.

### Metal
1. Puñal con lengüeta ancha y dentada en cobre.
2. Punta de Palmela de cobre.
3. Punzón corto de cobre de sección cuadrada.
4. Dos botones de marfil, cónicos con perforación en V.

### Otros materiales
1. Fragmento de espátula de hueso de sección plana.
2. Una cuenta de collar cilíndrica en piedra rojiza (posiblemente rodonita).
3. Ciento treinta y nueve cuentas discoidales producidas con materiales diversos.
4. Una punta de flecha de aletas y pedúnculo de sílex.
5. Dos Conus y una Cypraea perforados.

## Conclusiones
Sima de la Pedrera es un yacimiento arqueológico emblemático del Vaso Campaniforme en la Comunidad Valenciana. Se trata de un contexto funeraro en cueva y fundamentalmente campaniforme. Parece que los cuerpos tirados a la cueva, acompañados de su ajuar, tenían una edad comprendida entre los 7 y 12 años. Los cuerpos se localizaron dispersos dentro de la sima y se deduce una preferencia por cavidades vírgenes, es decir, aquellas que no se emplearon con anterioridad para la ejecución de estas prácticas funerarias, documentadas a lo largo de todo el Levante español.